# شهرستان لوودیان
شهرستان لوودیان (به لاتین: Luodian County) یک منطقهٔ مسکونی در چین است که در کیانان بویای اند میاو واقع شده‌است.